# Световен конгрес на семействата
Световният конгрес на семействата (СКС; на английски: World Congress of Families) неправителствена коалиция от организации със седалище в САЩ, които подкрепят ценностите на християнската десница на международно ниво. Коалицията е започната от Алън Карлсън и е проект на неправителствената организация Център за семейството, религията и обществото „Хауърд“. Първоначално представлява международна конференция, организирана за първи път през 1997 г. в Прага.
СКС е опонент на ЛГБТ равноправието и еднополовите бракове, порнографията и абортите и поддържа, че обществото трябва да бъде построено върху „доброволния съюз на мъж и жена, встъпили в доживотния завет на брака“. В България СКС поддържа връзки с организацията Асоциация „Общество и ценности“.

## Критики и противоречия
Световният конгрес на семействата е обект на критика заради позициите си спрямо равноправието на ЛГБТ хората и абортите.
През февруари 2014 г. американската правозащитна организация Южняшки център за правна защита на бедните включва СЕС в списъка си с разпространяващи анти-ЛГБТ омраза организации заради приноса им към руското законодателство против „пропагандата на нетрадиционни сексуални отношения“, което ограничава свободата на изразяването на ЛГБТ хората, както и международната дейност на СЕС срещу равноправието на ЛГБТ хората.